# Archithese
archithese ist eine internationale Schriftenreihe für Architektur und Architekturtheorie mit Redaktion in Zürich.

## Profil
In archithese erscheinen kritische Debatten über architektonische Konzepte, Projekte und Bauten. Sie stellt Bezüge her zu Kunst, Philosophie, Naturwissenschaften und Anwendungstechnologien.
Die Zeitschrift zeigt Entwicklungen in Architektur und Städtebau auf. Sie vermittelt zwischen Theorie und Praxis sowie zwischen der Architekten- und der Nutzerperspektive. Hintergründe von Projekten werden thematisiert, ebenso die Position des Architekten in der Gesellschaft.
Die Texte erscheinen vorrangig auf Deutsch. Einzelne Beiträge sind in englischer Sprache geschrieben. Seit 2015 werden zudem Veranstaltungen wie Werkvorträge, Podiumsdiskussionen oder Ausstellungen organisiert. Zudem ist die Website der archithese ein Blog- und Nachrichtenportal.
Mittels App sind die Inhalte auch als E-Paper abrufbar.

## Geschichte
Die Zeitschrift wurde 1971 von Stanislaus von Moos und Hans Reinhard gegründet. Bis 1976 erschienen die ersten 20 kleinformatigen Ausgaben. In den Jahren 1977 bis 1979 spannte archithese mit dem Magazin werk zusammen. Als werk-archithese wurden 22 Hefte konzipiert, darunter 14 Doppelnummern. Seit 1980 erscheint das Heft wieder als archithese. 2001 wurde die Swiss Performance etabliert. Die erste Ausgabe im Jahr bespricht jeweils aktuelle Bauten aus der Schweiz oder Projekte, die von Helvetischen Architekten im Ausland realisiert wurden.
Redaktoren bei archithese waren nach Stanislaus von Moos und Hans Reinhard unter anderem Martin Steinmann, Werner Oechslin, J. Christoph Bürkle, Jørg Himmelreich und Hubertus Adam.

## Autoren
In archithese veröffentlichten:
Hubertus Adam, Otl Aicher, Marc Angélil, Aaron Betsky, Max Bill, Elisabeth Blum, Peter Blundell Jones, Harald Bodenschatz, Lucius Burckhardt, Philippe Cabane, Kees Christiaanse, Gerrit Confurius, Dietmar Eberle, Angelus Eisinger, Kurt W. Forster, Kenneth Frampton, Hans Frei, Jan Friedrich, René Furer, Meinhard von Gerkan, Christophe Girot, Andrea Gleininger, Otti Gmür, Christoph Gunßer, Christine Hannemann, Hartmut Häußermann, Dirk E. Hebel, Herman Hertzberger, Jacques Herzog,Mechthild Heuser, Falk Jaeger, Stefan Jauslin, Heinrich Jennes, Neil Leach, Robert Kaltenbrunner, Martin Kieren, Josef Paul Kleihues, Hans Kollhoff, Rem Koolhaas, Simone Korein, Lars Lerup, Daniel Libeskind, Christoph H. Mäckler, Sylvain Malfroy, Hannes Mayer, Marcel Meili, Pierre de Meuron, Ulf Meyer, Dirk Meyhöfer, Enric Miralles, Stanislaus von Moos, Irma Noseda, Werner Oechslin, Kas Oosterhuis, Wolfgang Pehnt, Reto Pfenninger, Carme Pinós, Julius Posener, Hani Rashid, Matthias Remmele, Aldo Rossi, Peter Rumpf, Grahame Shane, Joachim Schürmann, Cordula Seger, Jörg Seifert, Thomas Sieverts, Vladimír Slapeta, Judit Solt, Laurent Stalder, Dietmar Steiner, Martin Steinmann, Alain Thierstein, Eberhard Tröger, Martin Tschanz, Bernard Tschumi, Gerhard Ullmann, Robert Venturi, Daniele Vitale, Alex Wall, Beat Wyss, Wolfgang Welsch, Konrad Wohlhage und Peter Zumthor.